# Leipzig Thüringer Bahnhof

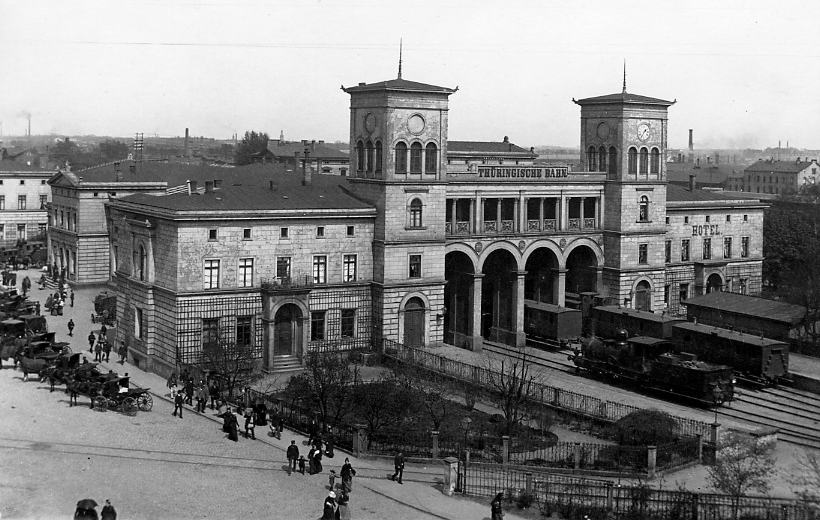
Thüringer Bahnhof runt 1900

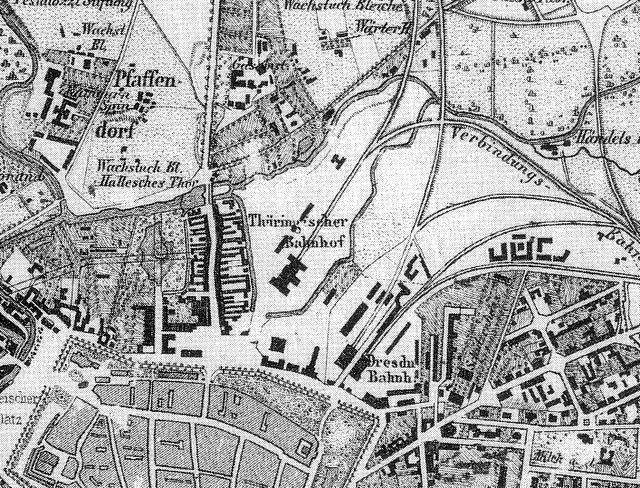
Karta över järnvägsnätet i centrala Leipzig 1860.

Leipzig Thüringer Bahnhof var en järnvägsstation i Leipzig som öppnade för trafik 1857 och stängdes 1907. Stationen revs när byggandet av den nya centralstationen i Leipzig, Leipzig Hauptbahnhof, började 1907. 
Stationen var ändstation på järnvägslinjen Leipzig–Großkorbetha fram till den ersattes av Leipzig Hauptbahnhof. 